# 霍亨索伦省
霍亨索伦省（德語：Hohenzollernsche Lande）是普鲁士的一个省分。省分创建于1850年，由霍亨索伦-锡格马林根和霍亨索伦-黑兴根亲王国组成，这年两国都交出了统治权，予同属霍亨索伦家族，但信奉新教的弗兰肯系统治的普鲁士。 
霍亨索伦由单一地区，锡格马林根行政区组成。1939年最后一次的人口普查，统计出霍亨索伦人口有大约74,000人;省的首府是锡格马林根。霍亨索伦这一小地区拥有跟普鲁士其它省分一样的权利，在帝国议会之中拥有代表，但军事方面则由莱茵省所管理。
1946年，法国占领区政府将霍亨索伦划为符腾堡-霍亨索伦联邦州的一部分。从1952年起霍亨索伦成为德国巴登-符腾堡联邦州的一部分。
1973年地区改革后，霍亨索伦地区的界限终于消除，现时该区属于锡格马林根县和佐勒纳尔布县，这两县亦包含以前未属于霍亨索伦省的领土。

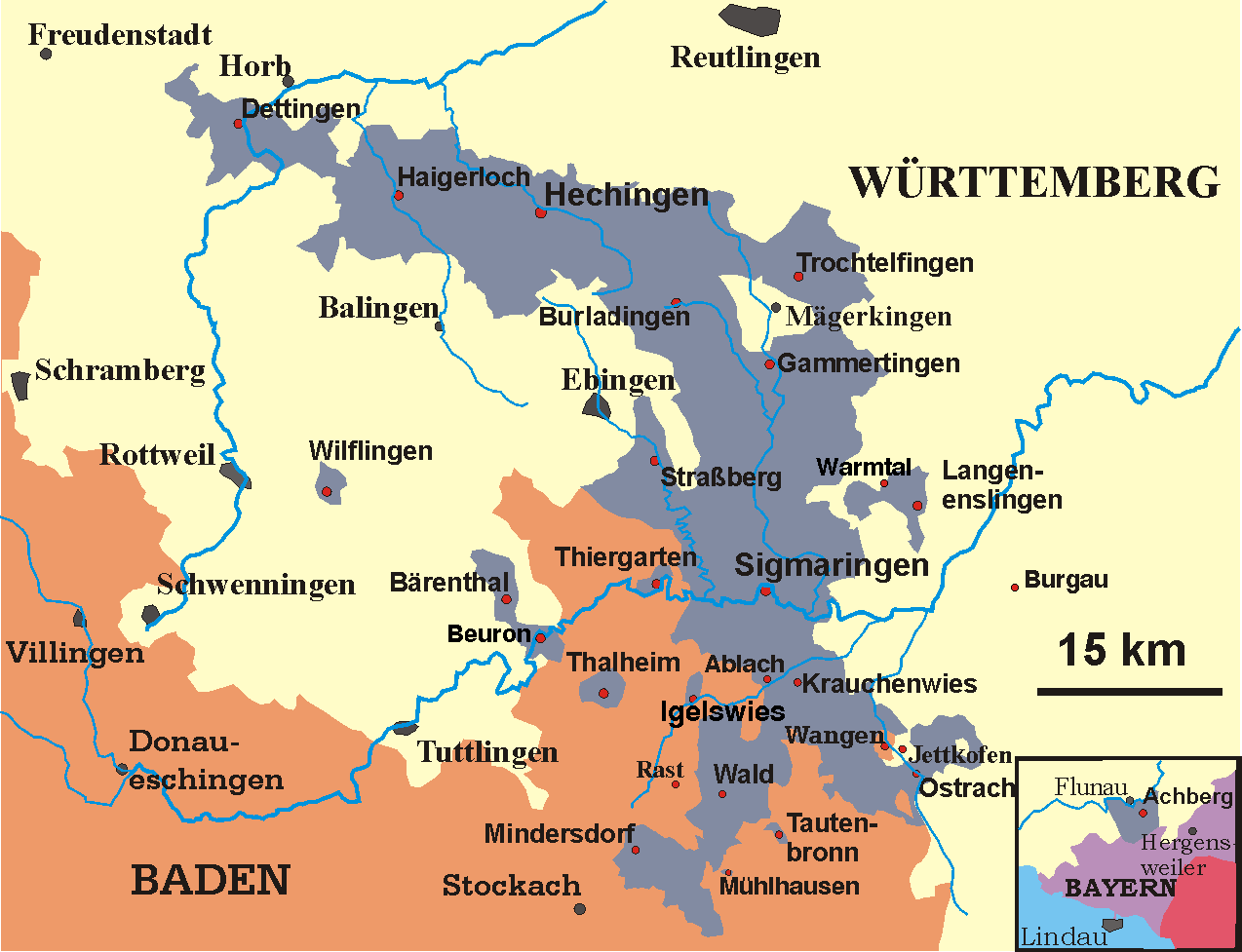
1930年的霍亨索伦省